# Ernest Thorn
 (avril 2024).
Si vous disposez d'ouvrages ou d'articles de référence ou si vous connaissez des sites web de qualité traitant du thème abordé ici, merci de compléter l'article en donnant les références utiles à sa vérifiabilité et en les liant à la section « Notes et références ».
Pour les articles homonymes, voir Thorn.
Ernest Thorn (Wandsworth, 7 juin 1887 - Taplow, 19 novembre 1968) fut un ancien tireur à la corde britannique. Il a participé aux Jeux olympiques de 1920 et remporta la médaille d'or avec l'équipe britannique.